# Proti všem
Historický román Proti všem vydal Alois Jirásek roku 1893. Zachytil v něm navzájem se proplétající osudy několika lidí na pozadí významných dějinných událostí roku 1420 v českých zemích. Mistrně je zde vystižena atmosféra doby počátků husitských válek, postavy románu se historických událostí aktivně účastní. Název díla má vyjadřovat boj husitů proti všem jejich odpůrcům.

## Charakteristika
Kniha je psána velmi epickým způsobem. Snahou autora jako by bylo vtěsnat do ní maximální množství děje. Popisy osob nebo prostředí mají podtrhnout dobovou atmosféru, stejně jako ukázky z husitských písní.
Dějinné události jsou v románu popisovány hodnověrným a vyrovnaným způsobem, i když je tu znát snaha podnítit národní hrdost a odrážejí se tu protiněmecké nálady doby vzniku (Češi a husité jsou ti dobří, Němci ti špatní). Na druhou stranu ani husité nejsou idealizováni, protože je otevřeně popisován i fanatismus radikálních skupin nebo loupení a drancování církevního majetku.

## Rozdělení románu
Román je rozdělen do tří hlavních částí, která zachycují tři významné historické události zmíněného roku:
- Skonání věku – zachycuje období budování a stavby husitského města Tábora se společným majetkem ukládaným do kádí, budování jeho opevnění i domů v okolí hradu. Je zde zobrazeno osidlování města lidmi, kteří často opouští své vesnice, pálí své chalupy, berou svůj chudý majetek, dobytek a stěhují se do místa, kde není žádná vrchnost a všichni jsou si navzájem bratry a sestrami.
- Kruciata – popisuje křížovou výpravu císaře Zikmunda do kacířských Čech přes Hradec, Kutnou Horu až ku Praze, loupení, drancování a vypalování vesnic s českým obyvatelstvem a boje císařových křižáků a žoldnéřů s husity a Pražany. Popisuje boje o Prahu a památnou bitvu na Vítkově hoře, která skončila naprostým Zikmundovým nezdarem. Je zde zachyceno i tažení husitů od Tábora na pomoc Praze a jejich boje během cesty.
- Boží zástup – ukazuje rozštěpení obyvatel Tábora, kdy se vytvořila sekta Adamitů hlásajících naprosté odloučení od všeho světského a pouhé čekání na vykoupení, neboť konec světa se již blíží. Je zde zobrazeno jejich vyhnání z Tábora a jejich umístění na nedaleký hrad Příběnice.

Román Proti všem je někdy považován za trilogii, ale vzhledem k menšímu rozsahu jednotlivých částí bývá vydáván v jednom svazku.

## Děj
Probošt vypáleného Louňovického kláštera společně s novickou Martou a sakristiánem prchá před oddíly husitů putujícími jižními Čechami od vesnice k vesnici. Pokud by je chytili, tak jako odpůrce přijímání pod obojí, by je čekala pouze smrt. V blízkosti vesnice Bukovska se s jedním takovým oddílem setkají. Podaří se jim ale prchnout do sousední vsi Hvozdna, kde najdou útočiště na statku zemana Ctibora. Ctibor z Hvozdna je vědom nebezpečí, které mu hrozí ze strany táborských, pokud by u něj probošta nalezli, dopřeje uprchlíkům odpočinek na jeden den a noc. Zatím při obhlídce sousedního Bukovska je svědkem vypálení a zničení tamního kostela a dobytí tvrze táborskými. Společně s nimi pak odchází i většina vesničanů do nového města Tábora. S nimi jde i zemanova dcera Zdena, která je nadšena náboženstvím podle výkladu Husa a jeho následovníků i ideálem města, ve kterém jsou si všichni rovni. Mezitím se probošt a ostatní uprchlíci postranními cestami za doprovodu zemanova pacholka a synovce Ondřeje dostanou do bezpečí radonické tvrze patřící Oldřichu z Rožmberka a odtud dál na jeho pevný hrad Příběnice.
V Táboře se Zdena ihned zapojuje aktivně do práce v místním špitále, kde pomáhá pečovat o raněné. Setkává se zde i s mladým knězem Bydlínským a knězem Kánišem, kteří dochází do obydlí k Pytlům a tam aktivně káží proti všemu světskému a proti všem církevním modlám. V jejich kázání ale zaznívají rozpory od ostatních táborských kněží, protože odmítají jít na pomoc Praze, ke které táhne císař Zikmund s početným vojskem. Do Tábora nakonec přichází i zeman Ctibor z Hvozdna i s Ondřejem, i když spíše proto, aby byl nablízku své dceři. Cestou potkají zachráněného probošta, kterého Oldřich z Rožmberka, vlastnící panství v okolí Tábora, poslal k císaři Zikmundovi jako posla s prosbou o pomoc proti rozmáhajícím se táborským.
Probošt jako posel cestuje za postupujícími Zikmundovými vojsky nejprve v přestrojení, aby unikl hrozbě ze strany vesničanů podporujících táborské, a později ve svém duchovním oděvu, aby unikl nebezpečí ze strany křižáků. Stane se přitom svědkem řádění cizích vojsk ve vesnicích, kde zabíjí bezbranné ženy a děti a vše pálí na cestě ku Praze. Probošt se s císařem Zikmundem setkává v Kutné Hoře, kde je ochotně jako posel přijat, aby společně domluvili plán, podle kterého Zikmund napadne Prahu a v téže době Oldřich z Rožmberka se svým vojskem napadne Tábor. V Kutné Hoře přichází k Zikmundovi i poselstvo z Prahy snažící se odvrátit útok na Prahu. Poslové jsou však císařem ponižováni, uráženi a císař jim diktuje nepřijatelné podmínky. Poslové se s nepořízenou vrací zpět do Prahy.
Přes odpor kněží Kániše s Bydlínským se vypraví z Tábora Žižka se svým vojskem na pomoc Praze. S vojskem táhne na Prahu i Ondřej v předním jízdním oddíle a Ctibor z Hvozdna v zadním záložním jízdním oddíle. Ondřej se aktivně účastní dobývání Benešova i následného střetu s křižáky u brodu přes Sázavu, kde je lehce raněn. S Žižkovým vojskem dojde až ku Praze, kde je jeho nehojící se zranění ošetřováno místním ranhojičem.
Praha je tou dobou vzhůru nohama a dochází neustále zprávy, jak se Zikmundova vojska k ní blíží ze všech stran. Žižkovo vojsko obklíčí Pražský hrad a snaží se, aby se jeho posádka vzdala. Jenže nepříteli se lstí podaří dovézt na hrad zásoby, čímž pomine smysl obléhání. Táborští se vrátí zpět do města, kam dojdou zprávy o tom, že Oldřich z Rožmberka obklíčil město Tábor a snaží se jej dobýt. Žižka vysílá svoji jízdu na pomoc. Ctibor z Hvozdna, Ondřej a další jezdci překvapí jednoho rána obléhatele Tábora a rozpráší vojska Oldřicha z Rožmberka. Při boji je však těžce raněn Ctibor z Hvozdna a upálen louňovický probošt.
Ctibor se dostává do špitálu v Táboře, kde o něj pečuje jeho dcera Zdena. Od ní se dovídá, jaký rozkol mezi kněžími se v Táboře děje a že ona přislíbila manželství knězi Bydlínskému. Ctibor se jí zřekne, protože nesouhlasí s učením kněží Kániše a Bydlínského. I mezi těmito dvěma vzniká rozpor způsobený žárlivostí Kániše kvůli Zdeně.
Ondřej zatím spěchá s ostatní jízdou zpět ku Praze, kam již mezitím dorazil i císař Zikmund se svým hlavním vojskem. Táborští staví opevnění na Vítkově hoře, která stojí v jediném směru, odkud Praha není obklíčena císařským vojskem. Ondřej slouží jako jízdní posel mezi jednotlivými oddíly Táborských a Pražanů. Jednoho rána početná vojska císaře Zikmunda přebrodí Vltavu, aby zaútočila na Žižkou obsazený Vítkov a poté i na Prahu. Táborští zdatně odolají v opevnění na Vítkově hoře za pomoci pěšího oddílu Pražanů, kteří jim včas přijdou na pomoc. Ondřej se přitom zúčastní výpadu jízdy na oslabená vojska císaře na Špitálském poli (dnešní Karlín) a ženou císařova vojska pryč od Prahy. Tak je dosaženo slavného vítězství.
Po vítězné bitvě se Ondřej s ostatním vojskem vrátí zpět na Tábor. Ctibor z Hvozdna se uzdravuje. Novicka Marta ukrytá za zdmi hradu Příběnice často přemýšlí o svém setkání kdysi s Ondřejem ve Hvozdně. Přemýšlí o táborských, z nichž několik je vězněno a mučeno ve věži hradu Příběnice. Přijde ji, že nejsou tak hrozní, jak se o nich povídá. Jednoho dne se podaří vězňům vzbouřit se a odeslat informaci o tom na Tábor. Z Tábora dorazí k Příběnicím husitské vojsko a hrad snadno dobude. Jeho správcem je následně určen Ctibor z Hvozdna. Marta se opět setkává s Ondřejem, když ten jí pomáhá, aby se jako novicka nestala obětí jiného náboženského smýšlení táborských. Je převezena na Tábor.
Kněží Kániš a Bydlínský kolem sebe shromáždí věrné posluchače, kteří vystupují i proti ostatním Táborským. Rostoucí spory vyústí v jejich vyhnání z Tábora do městečka v podhradí Příběnic. Tam odchází z Bydlínským i Zdena jako jeho manželka. Na jejich manželství však žárlí Kániš a tak neustále podporuje ostatní proti Bydlínskému. Jedné noci Kánišem zfanatizovaný dav obklíčí Zdenu a Bydlínského v jejich chalupě a upálí je. Pomoc, kterou tam pošle Ctibor z Hvozdna z hradu, přichází pozdě. Na to jsou Adamité kolem Kániše vyhnáni i z Příběnic a dále se potulují a žijí v lesích a ohrožují vesnice v okolí, dokud je Žižkovo vojsko definitivně nerozežene.
Ondřej se pak vrací z tažení zpět na Tábor, kde se setkává s Martou, která mezitím přestoupila, stejně jako její strýc, na táborskou víru a stala se znovu Janou, což bylo její pravé křestní jméno. Na obou je patrná jejich vzájemná zamilovanost a radost ze setkání.

## Zajímavosti
- Dílo vycházelo nejprve v X. ročníku časopisu Zlatá Praha (od čísla 15, které vyšlo 24. 2. 1893); knižně bylo vydáno v roce 1894 v nakladatelství Jan Otto.
- Děj předchozí Jiráskovy trilogie Mezi proudy se odehrává v předhusitském údobí a končí vydáním Dekretu kutnohorského v roce 1409. V próze Proti všem se Jirásek přenáší do vrcholného období husitské revoluce, do let 1419–1420. Tuto dobu již jednou zpracoval v románu Slavný den, jenž byl publikován v roce 1879. Nyní se Jirásek k tomuto období vrátil, „tentokrát však provázel bezpečného znalce dějin velký epik, dovedoucí i kompozičně zvládnouti rozsáhlou a ideově významnou látku."[3] Důležitým historickým pramenem byla Jiráskovi Husitská kronika Vavřince z Březové.[4]
- Próza Proti všem byla přeložena do řady jazyků: slovenštiny (Proti všetkým: list z českej epopeje, 1952), maďarštiny (Mindenki ellen, 1954), bulharštiny (Protiv vsički, 1951, 1987), němčiny (Wider alle Welt, 1911, 1956), ruštiny (Protiv vsech [Против всех], 1956), rumunštiny (Împortiva tuturor: O pagină din epopeea cechă, 1957), litevštiny (Prieš visus, 1988), slovinštiny (Proti vsem, 1959).
- Existuje též filmová adaptace tohoto díla z roku 1956 → Proti všem (film).

## Vydání
Vybíráme 32. vydání z roku 1987 a vydání ve Státním nakladatelství krásné literatury, hudby a umění z roku 1955, které ilustroval Vlastimil Rada:
- JIRÁSEK, Alois. Proti všem: list z české epopeje. 32. vydání, v Práci 1. V Praze: Práce, 1987. 471 s.
- JIRÁSEK, Alois. Proti všem. Ilustroval Vlastimil Rada. Praha: SNKLHU, 1955. 476 s.

Dále uvádíme vydání s podrobným poznámkovým aparátem pro účely mimočítankové četby:
- JIRÁSEK, Alois. Proti všem: list z české epopeje: mimočítanková četba pro 10. (11.) ročník všeobecně vzdělávacích škol. Edičně připravil a doslov i vysvětlivky napsal Ludvík Páleníček. 2. vyd. Praha: SPN, 1966. 507 s.

V roce 2020 byl román vydán u příležitosti 600. výročí bitvy na Vítkově ve zkrácené a mírně upravené podobě (pro čtenáře 21. století).

## Dílo dostupné online
- Digitalizovaná vydání díla Proti všem v České digitální knihovně
- JIRÁSEK, Alois. Proti všem: list z české epopeje. 10. vyd. V Praze: J. Otto, 1927. 713 s. Dostupné online